# 地中美術館

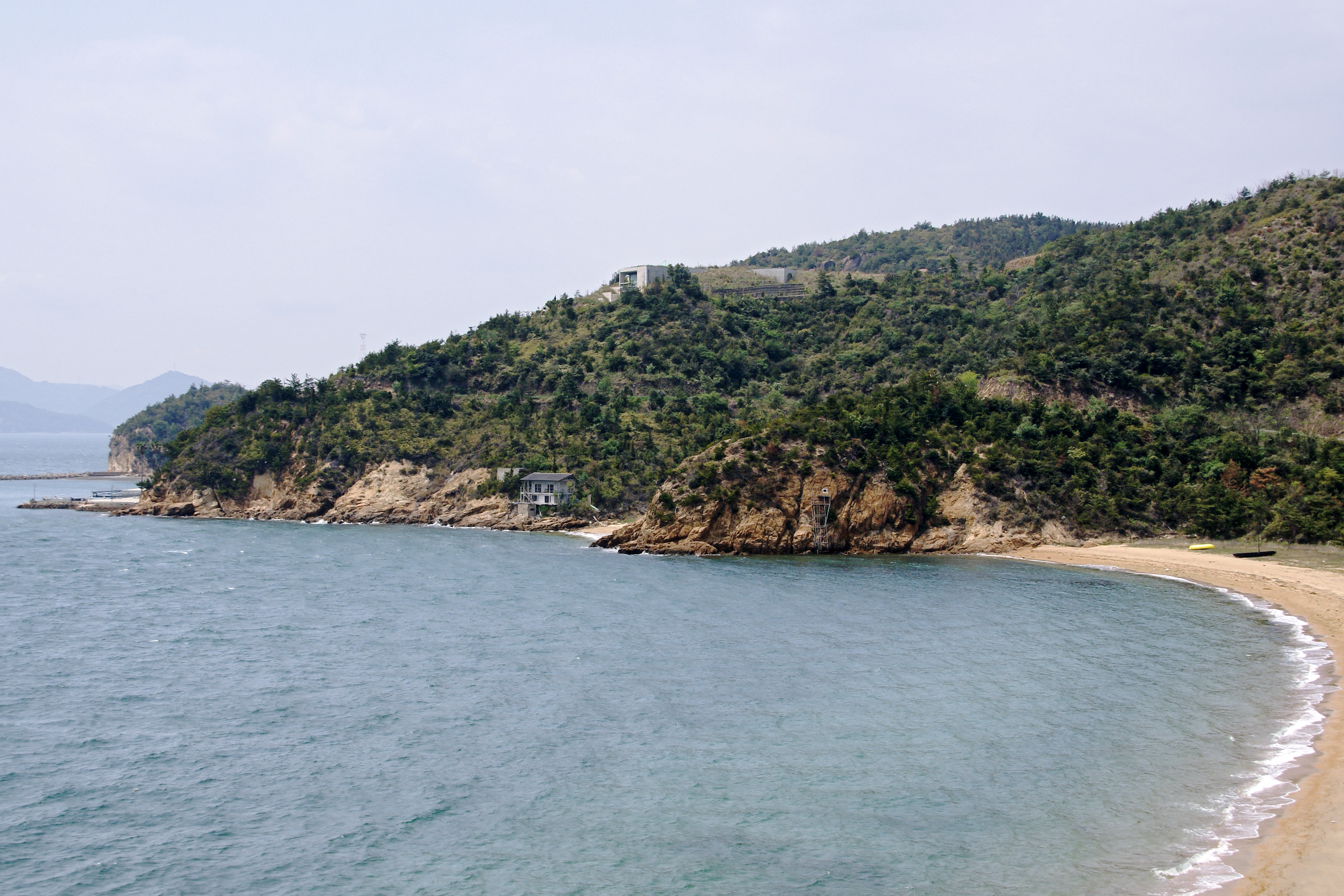
遠景。建物の大半は地中にある。

地中美術館（ちちゅうびじゅつかん、Chichu Art Museum）は、瀬戸内海に浮かぶ離島・直島（香川県直島町）にある香川県の登録博物館。運営は、公益財団法人福武財団。わずか3人の作家の作品を恒久展示し、個々の作品ごとに、作品を体感する建築空間を構成している。作品と建築・展示空間が一体となって切り離せないところに特徴がある。オンラインチケットによる予約制。

## 概要
岡山市に本拠を置く教育関係企業ベネッセホールディングスの福武總一郎名誉顧問が理事長を務める　財団法人「直島福武美術館財団（現：公益財団法人福武財団）」が2004年7月18日に開設。直島南部の山の上にある棚田状の立体式塩田跡の地下に建設された。四角など幾何学形の開口部が地上にある以外は、施設全体が地下に埋められている。（建設時は露出していたが、完成後埋め戻された。）設計は安藤忠雄建築研究所。
福武總一郎がクロード・モネの「睡蓮」を購入したことがきっかけで、展示プランや他の作家の選定、山の稜線に埋まった建築の構想などが具体化していった。クロード・モネ、ウォルター・デ・マリア、ジェームズ・タレルの3人だけの作品を展示している。ウォルター・デ・マリア、ジェームズ・タレルの二人の美術家とクロード・モネを担当するキュレーター秋元雄史が、建築を担当した安藤忠雄と意見をぶつけ合いながら、この美術館以外では見られない・成立しない場所限定的な（サイトスペシフィックな）作品を構想し、制作・設置した。
安藤忠雄の建築により、地下にありながら自然光を採り入れられ、一日のうちでも時間によって作品の見え方が変化するのも魅力のひとつであり、あたかも建物全体が巨大な芸術作品であるような印象を与える。

## 収蔵品
- ウォルター・デ・マリア　「タイム／タイムレス／ノー・タイム」　2004年制作
  - 厳密な寸法とともに階段状の神殿のような大空間を構成し、その中に直径2m以上の花崗岩の球体と、金箔を施した27体のマホガニー材の立体を配置している。マホガニーの立体は、三角柱、四角柱、五角柱から同じ形状の重複を含め3本並べた組み合わせなので3×3×3＝27通りとなる。スペースは東西方向に展開し、天井が大きく開いているので、日の出から日没まで上から注がれる光が変わり、作品の表情が変化する。
- ジェームズ・タレル
  - 光そのものを作品にする彼の代表作を年代ごとに展示し、展示空間もその作品を正確に体験するために彼が設計した。
  - 「アフラム、ペール・ブルー」1968年制作　プロジェクターで光を投影し、まるで壁から光の塊が飛び出して浮かんでいるような作品。
  - 「オープン・フィールド」2000年制作　壁にうがたれた青い光の満たされた直方体の空洞に頭を入れてみると、中は影の一切ない遠近感のない青い空間が無限に広がっているように感じる。
  - 「オープン・スカイ」2004年制作　室内の天井全体が取り払われ、空の色の補色が白いはずの壁一面を覆うように感じる。日没時に開催されるツアー（オープン・スカイ・ナイト・プログラム。金土のみ実施、要予約）では、壁の影に埋め込まれたLEDが様々な色に変化することで、空と壁が様々な色に変わるような感覚を起こされる。
- クロード・モネ
  - 絵と空間を一体にするような空間のサイズとデザインが行われた。床は大理石モザイク。部屋を取り巻く5点の「睡蓮」は、もし一つなぎにすると全長14mに達する。地下だが自然光のみで作品を鑑賞できる。絵は潮風や壁のコンクリートのアルカリ分、湿気などを防ぎ、観客が見やすいよう、低反射高透過ガラスのケースで覆われている。
  - 「睡蓮の池」2枚組、1915年〜1926年制作
  - 「睡蓮」1914年〜1917年制作
  - 「睡蓮の池」1917年〜1919年制作
  - 「睡蓮－柳の反映」1916年〜1919年制作
  - 「睡蓮－草の茂み」1914年〜1917年制作」

『睡蓮の池』 1917 – 1919年
『睡蓮』 1914 – 1917年
『睡蓮 - 草の茂み』 1914 – 1917年

『睡蓮の池』 1915 - 1926年

| 『睡蓮 - 柳の反映』 1916 - 1919年 |  | 『睡蓮 - 柳の反映』 1916 - 1919年 |
| 『睡蓮 - 柳の反映』 1916 - 1919年 |  |                                   |

## 地中の庭
クロード・モネは浮世絵に影響を受け、日本庭園を造るほどの親日家であった。地中美術館では、モネがジヴェルニーの自宅に造園した睡蓮の池を中心とした「水の庭」、さまざまな色彩の花を植えた「花の庭」を参考に、チケットセンターから館へと向かう道路の左脇約400m2にモネの庭園を再現。斜面に沿って4段の池を設置し、館内に展示の「睡蓮」シリーズのモデルになった8品種のスイレンを栽培。周辺にモネが栽培したとされる草花や樹木を植えて四季折々の表情が見られる。

## 利用案内
- 2018年8月1日より予約制となり、事前にオンラインで15分ごとの日時指定によるオンラインチケットを購入する必要がある。予約なしで訪問する場合、予約の空き状況により入館を待ったり、繁忙日の場合入館できない場合もある[1]。
- 開館時間
  - 3月〜9月　10時〜18時（17時で入館おわり）
  - 10月〜2月　10時〜17時（16時で入館おわり）
※但し、繁忙期には開館時間を延長したり、台風一過の後は清掃のため午前中は臨時休館するなどしばしば変則的な変更を行うため注意が必要。家プロジェクトや地中美術館の開館情報（逆説的に閉館情報）は宇野港、高松港の四国汽船乗船券売り場窓口でも告知しているので、乗船券購入の際に参考にするとよい。
- 休館日　毎週月曜日および元日。
※月曜が祝日の場合は開館し、翌日休館。ゴールデンウイーク（4月29日〜5月5日）、お盆（8月13日〜8月15日）は開館。
- 入場料　2,100円 （15歳以下　無料）

## アクセス
- JR高松駅から徒歩5分の高松港から船（四国汽船フェリー）で50分、あるいはJR宇野駅から徒歩5分の宇野港から船（四国汽船フェリー）で20分、宮浦港で下船。町営バスに乗り換え、つつじ荘（終点）で下車。そこから、ベネッセのシャトルバスか、公共アート群を見ながら、徒歩約30分。ベネッセハウス宿泊者は、宿泊者専用バスが宮浦港から地中美術館まで直接運行している。